# Kota (okręg miejski)
Kota (do 1999 r. kotamadya) – jednostka podziału administracyjnego w Indonezji; o szczebel niższa od prowincji, równa rangą z kabupaten (dystryktem). Status kota uzyskują większe miasta po spełnieniu określonych kryteriów. Kota dzielą się na kecamatan – odpowiedniki gmin.
Na czele kota stoi burmistrz (walikota).